# Ukraina na Mistrzostwach Świata w Lekkoatletyce 2017
Ukraina na Mistrzostwach Świata w Lekkoatletyce 2017 – reprezentacja Ukrainy podczas mistrzostw świata w Londynie liczyła 48 zawodników, którzy zdobyli 1 medal.

## Zdobyte medale
| Medal  | Zawodnik         | Konkurencja | Rezultat | Data        |
| ------ | ---------------- | ----------- | -------- | ----------- |
| srebro | Julija Łewczenko | skok wzwyż  | 2,01     | 12 sierpnia |

## Skład reprezentacji
Mężczyźni
| Zawodnik           | Konkurencja        | Eliminacje | Eliminacje | Półfinał | Półfinał | Finał    | Finał   |
| Zawodnik           | Konkurencja        | Rezultat   | Pozycja    | Rezultat | Pozycja  | Rezultat | Pozycja |
| ------------------ | ------------------ | ---------- | ---------- | -------- | -------- | -------- | ------- |
| Serhij Smełyk      | bieg na 200 metrów | 20,58      | 22.        | NQ       | NQ       | NQ       | NQ      |
| Ihor Ołefirenko    | maraton            | —          | —          | —        | —        | 2:15:34  | 18.     |
| Ihor Russ          | maraton            | —          | —          | —        | —        | 2:17:01  | 27.     |
| Jurij Rusiuk       | maraton            | —          | —          | —        | —        | 2:18:54  | 36.     |
| Serhij Budza       | chód na 20 km      | —          | —          | —        | —        | 1:29:25  | 55.     |
| Rusłan Dmytrenko   | chód na 20 km      | —          | —          | —        | —        | 1:22:26  | 27.     |
| Iwan Łosew         | chód na 20 km      | —          | —          | —        | —        | 1:23:03  | 32.     |
| Iwan Banzeruk      | chód na 50 km      | —          | —          | —        | —        | 3:49:49  | 19.     |
| Ihor Hławan        | chód na 50 km      | —          | —          | —        | —        | 3:41:42  | 4.      |
| Marjan Zakalnyckyj | chód na 50 km      | —          | —          | —        | —        | 3:57:29  | 27.     |

| Zawodnik           | Konkurencja   | Kwalifikacje | Kwalifikacje | Finał | Finał   |
| Zawodnik           | Konkurencja   | Wynik        | Pozycja      | Wynik | Pozycja |
| ------------------ | ------------- | ------------ | ------------ | ----- | ------- |
| Bohdan Bondarenko  | skok wzwyż    | 2,31         | 2. Q         | 2,25  | 9.      |
| Andrij Procenko    | skok wzwyż    | 2,29         | 13.          | NQ    | NQ      |
| Władysław Małychin | skok o tyczce | 5,60         | 17.          | NQ    | NQ      |
| Serhij Nykyforow   | skok w dal    | 7,47         | 30.          | NQ    | NQ      |
| Serhij Reheda      | rzut młotem   | 71,53        | 25.          | NQ    | NQ      |

Dziesięciobój
| Zawodnik         | Konkurencja | 100 m | LJ   | SP    | HJ   | 400 m | 110H  | DT    | PV   | JT    | 1500 m  | Wynik | Pozycja |
| ---------------- | ----------- | ----- | ---- | ----- | ---- | ----- | ----- | ----- | ---- | ----- | ------- | ----- | ------- |
| Ołeksij Kasjanow | Rezultat    | 10,77 | 7,28 | 14,99 | 2,02 | 48,64 | 14,05 | 48,79 | 4,70 | 50,82 | 4:33,86 | 8234  | 6.      |
| Ołeksij Kasjanow | Punkty      | 912   | 881  | 789   | 822  | 878   | 968   | 845   | 819  | 601   | 719     | 8234  | 6.      |

Kobiety
| Jana Kaczur                                                        | bieg na 200 metrów            | 23,47    | 24.   | NQ    | NQ  | NQ      | NQ  |    |    |
| Anastasija Bryzhina                                                | bieg na 400 metrów            | 52,26    | 27.   | NQ    | NQ  | NQ      | NQ  |    |    |
| Olha Lachowa                                                       | bieg na 800 metrów            | 2:02,07  | 26.   | NQ    | NQ  | NQ      | NQ  |    |    |
| Julija Szmatenko                                                   | bieg na 5000 metrów           | 16:40,36 | 32.   | —     | —   | NQ      | NQ  | NQ | NQ |
| Wiktorija Chapilina                                                | maraton                       | —        | —     | —     | —   | DNF     | –   |    |    |
| Darja Mychajłowa                                                   | maraton                       | —        | —     | —     | —   | 2:41:29 | 44. |    |    |
| Tetiana Wernyhor                                                   | maraton                       | —        | —     | —     | —   | 2:43:12 | 48. |    |    |
| Hanna Płoticyna                                                    | bieg na 100 m przez płotki    | 13,01    | 18. Q | 13,08 | 16. | NQ      | NQ  |    |    |
| Ołena Kołesnyczenko                                                | bieg na 400 m przez płotki    | 56,88    | 28.   | NQ    | NQ  | NQ      | NQ  |    |    |
| Wiktorija Tkaczuk                                                  | bieg na 400 m przez płotki    | 57,05    | 31.   | NQ    | NQ  | NQ      | NQ  |    |    |
| Marija Szatałowa                                                   | bieg na 3000 m z przeszkodami | 9:54,21  | 29.   | —     | —   | NQ      | NQ  |    |    |
| Alina Kalistratowa Jelizaweta Bryzhina Jana Kaczur Hanna Płoticyna | sztafeta 4 × 100 m            | 43,77    | 11.   | —     | —   | NQ      | NQ  |    |    |
| Kateryna Kłymiuk Olha Bibik Tetiana Melnyk Anastasija Bryzhina     | sztafeta 4 × 400 m            | 3:31,84  | 12.   | —     | —   | NQ      | NQ  |    |    |
| Nadija Borowska                                                    | chód na 20 km                 | —        | —     | —     | —   | DQ      | DQ  |    |    |
| Inna Kaszyna                                                       | chód na 20 km                 | —        | —     | —     | —   | 1:31:24 | 20. |    |    |
| Walentyna Myronczuk                                                | chód na 20 km                 | —        | —     | —     | —   | 1:33:59 | 32. |    |    |

| Zawodniczka          | Konkurencja    | Kwalifikacje | Kwalifikacje | Finał | Finał   |
| Zawodniczka          | Konkurencja    | Wynik        | Pozycja      | Wynik | Pozycja |
| -------------------- | -------------- | ------------ | ------------ | ----- | ------- |
| Iryna Heraszczenko   | skok wzwyż     | 1,89         | =13.         | NQ    | NQ      |
| Julija Łewczenko     | skok wzwyż     | 1,92         | =1. q        | 2,01  | srebro  |
| Oksana Okuniewa      | skok wzwyż     | 1,89         | 20.          | NQ    | NQ      |
| Maryna Kyłypko       | skok o tyczce  | 4,20         | 24.          | NQ    | NQ      |
| Maryna Bech          | skok w dal     | 6,36         | 18.          | NQ    | NQ      |
| Natalija Semenowa    | rzut dyskiem   | 55,83        | 25.          | NQ    | NQ      |
| Hanna Haćko-Fedusowa | rzut oszczepem | 51,90        | 30.          | NQ    | NQ      |
| Iryna Kłymeć         | rzut młotem    | 64,20        | 29.          | NQ    | NQ      |
| Iryna Nowożyłowa     | rzut młotem    | 66,02        | 23.          | NQ    | NQ      |
| Alona Szamotina      | rzut młotem    | 64,88        | 25.          | NQ    | NQ      |

Siedmiobój
| Zawodniczka | Konkurencja | 100H  | HJ   | SP    | 200 m | LJ   | JT    | 800 m   | Wynik | Pozycja |
| ----------- | ----------- | ----- | ---- | ----- | ----- | ---- | ----- | ------- | ----- | ------- |
| Alina Szuch | Rezultat    | 14,32 | 1,83 | 13,75 | 26,59 | 5,85 | 52,93 | 2:15,84 | 6075  | 14.     |
| Alina Szuch | Punkty      | 934   | 1016 | 777   | 746   | 804  | 917   | 881     | 6075  | 14.     |